# Koropeț, Zolociv
Koropeț (în ucraineană Коропець) este o comună în raionul Zolociv, regiunea Liov, Ucraina, formată numai din satul de reședință.

## Demografie
Componența lingvistică a comunei Koropeț
     Ucraineană (100%)
Conform recensământului din 2001, toată populația comunei Koropeț era vorbitoare de ucraineană (100%).